# Weigelmühle
Die Weigelmühle, später auch Siegelmühle und zuletzt Zinnermühle, war das älteste Gebäude von Johanngeorgenstadt, Erzgebirgskreis, Sachsen. Es wurde bereits vor der 1654 erfolgten Stadtgründung durch böhmische Exulanten errichtet und ist im Jahre 1928 als Verkehrshindernis abgerissen worden.

## Geschichte
Matthäus Weigel (1590–1669), ein Exulant aus der böhmischen Bergstadt Platten, bat im Jahre 1651 beim sächsischen Kurfürsten Johann Georg I. um Aufrichtung eines Wohnhauses und eines Mühlgangs am Fastenberg. Nachdem der Kurfürst sich vom Amtshauptmann Wagner, dem Oberforstmeisters von Carlowitz und dem Amtsschössers Person berichten ließ, dass sich bislang dort nur zwei Häuslein und durch das neue Bauvorhaben niemand, auch die Wildbahn nicht behindert wird, wurde sein Ersuchen am 20. März 1651 bewilligt. Matthäus Weigel musste einen Gulden und drei Groschen Erbzins und zehn Alte Schock Steuern an das Amt Schwarzenberg zahlen. Dafür durfte er auf eigene Kosten am Breiten- und Jugelbach eine Mühle mit einem Mahlgang errichten und war befugt, auch mit Roggen und Weizen zu backen.
Im Mai 1651 erhielt Weigel auf erneute Bitte ein Revier im Umfang von 400 Doppelschritten zugewiesen, wo er das notwendige Bauholz für die Mühle vor Ort fällen konnte. 1652 war die Mühle fertiggestellt und nahm ihren Betrieb auf.
Im Winter 1654 zogen zahlreiche böhmische Exulanten in die Weigelmühle ein, die hier mehrere Monate auf engstem Raum verbrachten, bis die ersten Gebäude von Johanngeorgenstadt ihnen Platz zur Aufnahme bot.
Am 9. Juni 1654 bekam Weigel Konkurrenz, denn der Rat der Stadt begann mit dem Bau einer eigenen Mühle (= Obere Stadt- oder Malzmühle) oberhalb der Weigelmühle, die allerdings aufgrund fehlender Mittel erst 1662 ihren Betrieb aufnahm.
Ab 1681 wurde der Dresdner Stolln oberhalb des Mühlgrabens in den Fastenberg getrieben.
Der Erhalt der Weigelmühle als ältestes Gebäude der Stadt wurde von vielen historisch interessierten Johanngeorgenstädtern gefordert. Doch als die Talstraße vom Grenzübergang zum Eisenwerk Wittigsthal angelegt wurde, stand das Bauwerk der geplanten Verkehrsführung im Wege. Außerdem war es als Fachwerkgebäude nicht mehr im besten Zustand, so dass sich 1928 letztendlich für einen Komplettabriss des Gebäudes und der teilweisen Verfüllung des Mühlgrabens entschieden wurde.